# Lechia Poznań (żużel)
Lechia Poznań – polski klub żużlowy z Poznania.
Po reorganizacji polskiego sportu, która miała miejsce na przełomie lat 40. i 50., działał w ramach Zrzeszenia „Włókniarz”.
W rozgrywkach ligowych brał udział w latach 1948–1949.

## Historia
Historia żużla w Poznaniu sięga okresu międzywojennego, kiedy to istniała sekcja motocyklowa TS „Unia”, która jeszcze przed wojną została przekształcona w Motoklub „Unia”. W pierwszych latach po wojnie, obok reaktywowanej Unii, w Poznaniu funkcjonowało też kilka innych klubów. W 1948 roku zainaugurowano w Polsce żużlowe rozgrywki ligowe, jednak na szczeblu centralnym w pierwszych edycjach startowały tylko ekipy: Unii i Lechii. Pozostałe poznańskie ekipy uczestniczyły w Poznańskiej Lidze Okręgowej, w tym od 1949 roku Gwardia, która kilka lat później zadebiutowała w rozgrywkach na szczeblu centralnym.
Przed startem inauguracyjnych rozgrywek, po przyjęciu odpowiedniej uchwały, Komisja Sportowa PZM wytypowała 16 najbardziej aktywnych klubów (chętnych było więcej), które w pierwszym etapie miały rywalizować w eliminacjach. Postanowiono rozegrać trzy turnieje eliminacyjne, w których startowało po jednym przedstawicielu szesnastu wytypowanych drużyn. Suma punktów uzyskanych przez trzech zawodników w tych trzech zawodach stanowiła punkty całego zespołu. 9 drużyn z najlepszymi wynikami miało stworzyć I ligę, natomiast pozostałe II ligę. Do 7 drużyn, które nie wywalczyły miejsca w I lidze dokooptowano Lechię Poznań i Polonię Bytom. W pierwszym sezonie drużyna Lechii zajęła 6. miejsce na drugoligowym froncie, jednak w drugim zamknęła ligową tabelę. W sezonie 1950 zespół nie wystartował natomiast w żadnej z czterech rund.

## Sezony
| Sezon | Rozgrywki ligowe | Rozgrywki ligowe | Rozgrywki ligowe | Uwagi                            |
| Sezon | Liga             | Liga             | Miejsce          | Uwagi                            |
| ----- | ---------------- | ---------------- | ---------------- | -------------------------------- |
| 1948  | Eliminacje       | Eliminacje       | –                | Klub nie brał udziału            |
| 1948  | II               | II liga          | 6/9              |                                  |
| 1949  | II               | II liga          | 9/9              |                                  |
| 1950  | II               | II liga          | –                | Klub nie przystąpił do rozgrywek |

| Poziom ligowy | Liczba sezonów | Sezony    |
| ------------- | -------------- | --------- |
| II            | 2              | 1948–1949 |